# Иныльчектау
Иныльчекта́у (кирг. Эңилчек Тоо) — горный хребет в Центральном Тянь-Шане в Кыргызстане. Расположен в бассейне левых притоков Сарыджаза.
Хребет протягивается в субширотном направлении между Иныльчекской и Каиндинской долинами. Его протяжённость составляет около 65 км, максимальная высота — 5722 м. Хребет сложен метаморфическими сланцами, известняками; покрыт вечными снегами и ледниками. На склонах — многочисленные скалы и осыпи, у подножия на западе — высокогорная полупустыня.